# Alexandre Arcady
Alexandre Arcady-Egry, conocido como Alexandre Arcady, es un director francés nacido el 17 de marzo de 1947 en Argel (Argelia francesa)

## Biografía
El mayor de cinco hermanos, Alexandre Arcady Egry era hijo de Alexandre Egry, un legionario de origen húngaro, nacido en Arad (actual Rumanía), y Driffa Hadjedj, una judía argelina, originaria de Bordj Bou Arreridj. El verdadero nombre de su padre no era Egry, ya que Alexandre Arcady había declarado que no quería conocerlo: "Mi padre dejó su Hungría natal, se unió a la Legión Extranjera, pasó diecinueve años en Argelia, conoció a mi madre, se casó con ella, tuvo hijos. Cuando murió, el nombre de la inscripción fue tachado y reemplazado por el nombre que llevó. No quería saber cómo se llamaba. Respeto el hecho de que no de que no quiso decirlo.
Alexandre Aracady continuó sus estudios en el Liceo Bugeaud de Argel. En 1961, hacia el final de la Guerra de Argelia, se exilió con su familia en Francia, siendo uno de los primeros en llegar de la Cité Balzac de Vitry-sur-Sein . De joven, participó activamente en el movimiento juvenil sionista Hashomer Hatzair. En 1966-1967 se fue a vivir a Israel a un kibutz cerca de la frontera libanesa.
De vuelta a Francia, comenzó su carrera como actor en 1968 apareciendo en una serie titulada La Cravache d'or  y luego en películas como Tener veinte años en el Aurès (1972), Quatre journées d'un partisan de Alain Aubert (Festival de Cannes, 1975). Al mismo tiempo, probó suerte en la dirección de teatro (la primera fue Haute surveillance de Jean Genet en 1970 en el Théâtre Récamier), fue asistente de dirección de escena en el Théâtre de la Ville y luego director del Théâtre Jean-Vilar de 1972 a 1975. A partir de 1974, dirigió algunos cortometrajes, películas para televisión y programas para Antenne 2 y FR 3 desde 1974. En 1978 grabó una grabación de Dom Juan de Molière. 
En 1977 él y Diane Kurys crearon una productora, Alexandre Films. Coprodujo las primeras películas de su compañero, Diabolo Mint (1977) y Molotov Cocktail (1980).
En 1979 dirigió su primer largometraje, Le Coup de sirocco, una película en gran parte autobiográfica que cuenta la historia de una familia de pieds-noirs repatriada a la Francia continental. Jugando con la crónica nostálgica del exilio de los pieds-noirs y la memoria del "país perdido", esta película fue un éxito inesperado; también reveló al joven actor Patrick Bruel y permitió a Arcady comenzar una colaboración con Roger Hanin. En 1982 el director alcanzó su mayor éxito comercial con la película de gángsters Le Grand Pardon, en la que Roger Hanin volvió a interpretar el papel principal.
En 1995 estrenó la película Dis-moi oui, que idealizaba la historia entre un pediatra de 30 años y una niña de 12 años.
El 23 de febrero de 2015, con motivo de la 30ª cena del CRIF, Roger Cukierman le entregó el premio del Consejo Representativo de Instituciones Judías de Francia (CRIF) por su película 24 jours. Además, la película se proyectó en el Palacio del Elíseo en presencia de François Hollande. 24 Jours ha ganado premios en numerosos festivales de todo el mundo y fue una notoria ganadora en el Festival de Cine de Jerusalén,
Después de dirigir dos documentales, uno sobre la saga Darty (France 3), el segundo sobre Alain Afflelou (France 3), así como una carta blanca, para Arte, titulada Sarah et les autres, dirige su nueva película Le Petit Blond de la Casbah, adaptación de su libro autobiográfico sobre su infancia en Argel.

### Vida personal
Tiene dos hijos con Marie-Jo Jouan, periodista de France 2: una hija llamada Lisa y un hijo que es el director de cine Alexandre Aja conocido por dirigir Las colinas tienen ojos o Mirrors entre otras películas. También tuvo un hijo con Diane Kurys, el escritor Sacha Sperling.

## Filmografía
- 1979 : Le Coup de sirocco
- 1980: Renaud Barrault México (documental)
- 1982:  Le Grand Pardon
- 1983 : Le Grand Carnaval
- 1985 : Hold-Up
- 1986 :  Dernier été à Tanger
- 1989 : L'Union sacrée
- 1991 : Pour Sacha
- 1992 :  Le Grand Pardon 2
- 1995 :  Dis-moi oui[12]
- 1997 : K
- 1999 : Là-bas... mon pays
- 2002 :  Entre chiens et loups
- 2004 : Mariage mixte
- 2008 :  Tu peux garder un secret ?
- 2009 : Celle que j'aime
- 2010 : Comme les cinq doigts de la main
- 2012 :  : Ce que le jour doit à la nuit. [13][14]
- 2014 : 24 jours
- 2023 : Le Petit Blond de la Casbah

## Teatro

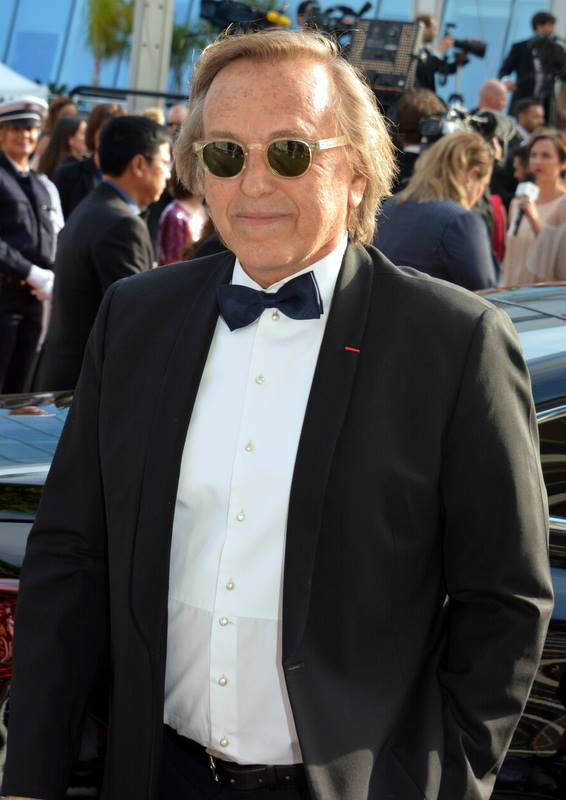
Alexandre Arcady en el Festival de Cine de Cannes 2016.

- 1970 : Haute surveillance de Jean Genet, dirección Arcady, Théâtre Récamier
- 1974 : Le Maître du tambour de Jean Pélégri, dirección Alexandre Arcady, Théâtre de Suresnes
- 1976 : La mouche qui tousse de Étienne Rebaudengo, dirección Arcady, Théâtre La Bruyère
- 1976 : Lorenzaccio de Alfred de Musset, dirigida por Pierre Vielhescaze, Tréteaux de France
- 1976 : Hotel Baltimore de Lanford Wilson, dirigida por Arcady, Espace Pierre Cardin

## Publicación
- 7 rue du lézard, París, Ediciones Grasset et Fasquelle, 2016, 352 pag.ISBN 978-2-246-85890-4 .

## Distinción
- Caballero de la Legión de honor (desde el 14 de julio de 2015 [15])